# ナージ・デヴァ
ナージ・デヴァ（Niranjan Joseph De Silva Deva Aditya、1948年5月11日 - ）はイギリスの政治家。欧州議会の対朝鮮半島交流議員団長。

## 北朝鮮関係
2018年3月14日、北朝鮮との核問題をめぐり、北の閣僚を含む当局者と3年間で14回の秘密交渉を行ったと明らかにした。